# Hermanas de Nuestra Señora de la Misericordia
La Congregación de Hermanas de Nuestra Señora de la Misericordia (oficialmente en latín: Congregatio Sororum Beatae Mariae Misericordiae; cooficialmente en polaco: Zgromadzenie Sióstr Matki Bożej Miłosierdzia) es una congregación religiosa católica femenina de vida apostólica y de derecho pontificio, fundada por la religiosa polaca Teresa Ewa Potocka, el 1 de noviembre de 1862, en Varsovia. A las religiosas de este instituto se les conoce como hermanas de Nuestra Señora de la Misericordia de Varsovia.

## Historia

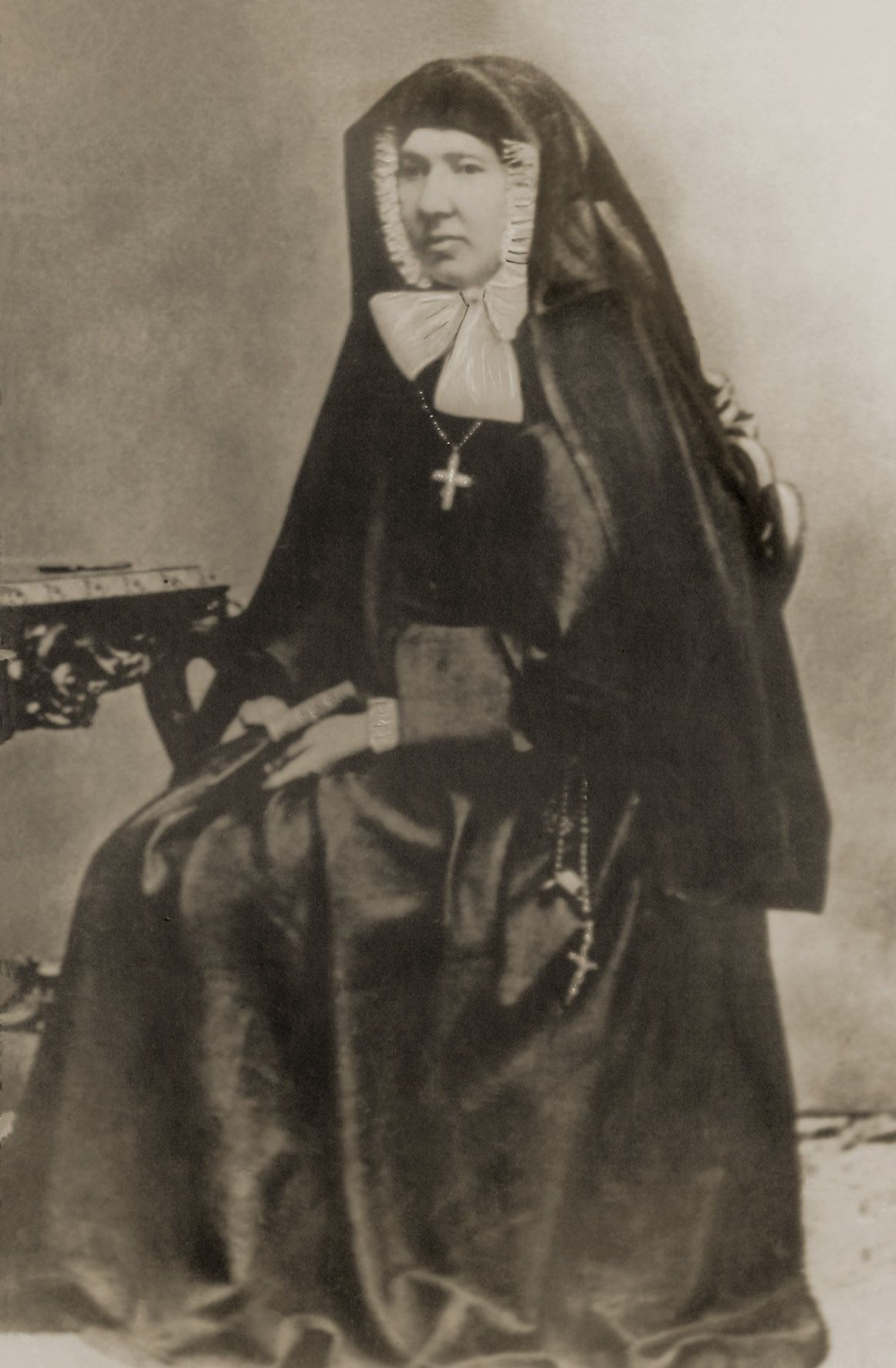
Teresa Ewa Potocka (1814-1881), fundadora de la congregación.

La religiosa polaca Teresa Ewa Potocka, con la colaboración del arzobispo de Varsovia, Segismundo Félix Felinski, fundó, el 1 de noviembre de 1862, la Congregación de Hermanas de Nuestra Señora de la Misericordia. Potocka, al inicio, había establecido el instituto como una rama, con cierta autonomía, de las Hermanas de Nuestra Señora de la Misericordia de Laval. El 7 de septiembre de 1878 el instituto recibió la aprobación pontificia de parte del papa León XIII y la confirmación de la total independencia de la rama de Laval, por parte del papa Pío XI, el 2 de mayo de 1922. Entre los principales exponentes del instituto se encuentra Maria Faustina Kowalska, nota por su empeño en la difusión de la devoción de Jesús de la Divina Misericordia.

## Organización
La Congregación de las Hermanas de Nuestra Señora de la Misericordia es un instituto religiosos centralizado, cuyo gobierno es ejercido por una superiora general a la que sus miembros llaman madre general. Esta es coadyuvada por un consejo, elegido para un periodo de seis años. Para una mejor administración del instituto, este se divide en provincias, cada una gobernada por una madre provincial.
Las hermanas de Nuestra Señora de la Misericordia de Varsovia se dedican a la rehabilitación y ayuda de las mujeres que han sufrido, a causa del abandono de sus familias, violaciones o provenientes del mundo de la prostitución. Su espiritualidad es ignaciana y sus Constituciones se basan en el modelo de las de la Compañía de Jesús. Usan un hábito tradicional, compuesto por una túnica con esclavina y velo negro. En 2015, eran unas 404 religiosas, distribuidas en 32 comunidades, presentes en Bielorrusia, Eslovaquia, Estados Unidos, Israel, Italia Kazajistán y República Checa.